# ابرشهر (استان ساسانی)
اَبَرشَهر یا اَبهَرشَهر؛ نام یکی از استان‌های شاهنشاهی ساسانی، به مرکزیت شهر نیشابور است که با ربع نیشابور (خراسان غربی) در دوره‌ اسلامی مطابقت می‌کند. این ناحیه، در متون پهلوی، با دریاچه سوور که آذربرزین مهر در کنار آن قرار داشته، پیوند خورده است. ابرشهر، یکی از استان‌های ایران در دوران پیش از اسلام، و فرمانروا یا مرزبان این ایالت، لقب اختصاصی کنارنگ داشته است. این استان در محدوده خراسان امروزی قرار داشت و از غرب با ماد، از شمال غرب با هیرکانی، از شمال شرق با مرگوش و از جنوب شرق با هرو همسایه بود. مارکوارت، ابرشهر را یکی از استان‌های سرزمین خراسان دانسته و آن‌ها را چنین برشمرده است: کمش، ورکان، اپرشهر، مرو، مروت، کدشان، گزکان، دزروئین.

## نام‌شناسی
«ابرشهر» (آوانویس پهلَوی به لاتینی: aparōk šatr یا apar šatr) در منابع مختلف، این نام به صورت‌های اَبَرشَهر، آبِرْشهر، اَبْرَشهر، بَرْشَهر، اَپَرْاَشْخَرْهْ، اَپْرْشهر، اپرنک‌شهر و … ضبط شده است. در سکه‌های ساسانی به صورت مخفف اپر (pr') و در سکه‌های عربی-ساسانی به شکل اپرش (prs') و اپرشس (prss') ضبط شده است. ابن فقیه و مقدسی، از ابرشهر با عنوان ایرانشهر یاد کرده‌اند و لسترنج، این نام را عنوان دولتی، رسمی یا افتخاری این شهر دانسته است. حضور و فعالیت عشایر «اپرنی» یا اَپَرَک از اقوام داهه –بنیان‌گذاران حکومت اشکانی- در این ناحیه، باعث شده تا ابرشهر، مأخوذ از نام ایشان و در اصل «اپرنک شهر» یا اپرک‌شهر دانسته شود. اپرنی‌ها از پارتیان، یعنی بنیان‌گذاران سلسله اشکانی بودند. عشیره اپرنی، تیره‌ای از سه قبیلهٔ اصلی بود که اتحادیهٔ عشایر «داهه» را به وجود آورده بودند. برخی، اپرنی یا اپرنگ را مهم‌ترین این سه قبیله، ابرشهر را به اپرنگ، منسوب می‌دانند. اهمیت و موقعیت منطقهٔ ابرشهر در سرزمین پارت، که در دوران اشکانی پررونق بود، بر این نظر که اپرنک شهر، صورت کنونی ابرشهر است می‌افزاید.
نظریه دیگر دربارهٔ نام ابرشهر، با در نظر گرفتن «اَبَر» به معنی بالا، بالای و بَر به دست می‌آید. در این معنی، ابرشهر، «شهر بالا» معنی می‌شود. اصطلاح اپر/ابرشهر، شاید از نامی کهن، ریشه گرفته باشد که به مفهوم شهر بالای هخامنشیان، یا شهربانی بالای سلوکیان است. ابرشهر به عنوان سرزمین علیا (=بالا)، در ارتباط با کمش (یا قومس؛ دامغان کنونی) به مثابه سرزمین سفلی (پایین) تلقی می‌شود.
آپارنی نیز یکی از نام‌های قدیمی شهر نیشابور بوده است و بر روی برخی از سکه‌ها این نام ضرب شده است. برخی آن را به معنی ابرشهر گرفته‌اند و برخی آن را جایگاه زیست «اقوامِ اَپرِن» دانسته و این نام را به آن نسبت داده‌اند.

## مدارک نام‌شناختی

سکه درهم خسرو پرویز (۵۹۰–۶۲۸ میلادی) از دوران ساسانی ضرب شده در ابرشهر؛ ابرشهر (نیشابور)، یکی از ضرابخانه‌های ایران در دوران اشکانی، ساسانی و سده‌های نخستین هجری بوده است.

نام اپرشهر به عنوان محل ضرابخانه، حک شده بر روی سکه فرهاد دوم اشکانی (حکومت ۱۲۸–۱۳۸ ق. م)، از قدیمی‌ترین مدارک مربوط به آن است. ابرشهر، در طی دوران اشکانی، رونقی فراوان یافت، چنان‌که در پایان عهد اشکانیان و آغاز روزگار ساسانیان، منطقه‌ای شناخته شده بود. طبری، ابرشهر را در کنار مرو، بلخ، گرگان، سیستان و خوارزم، جزو متصرفات اردشیر بابکان –بنیان‌گذار سلسله ساسانیان- آورده و در کتیبه شاپور در کعبه زرتشت، نام ابرشهر، نیز در حدود مرزهای ایرانشهر و از باج‌گذاران ساسانی ذکر شده. ابرشهر، در این زمان، یکی از استان‌های وسیع مملکت محسوب می‌شده است و نام آن، از این زمان به بعد بر روی سکه‌های «پیروز»، «قباد»، «بهرام چوبین» و «خسرو اول» نقش بست و در کتب مختلف، همچون جغرافیای موسِس خورناتسی (سدهٔ پنجم میلادی) و تاریخ سبئوس ارمنی سدهٔ هفتم میلادی) وارد شد. در سده‌های نخستین اسلامی، ابرشهر در کنار نیشابور به عنوان نام حضور دارد، تا این که به تدریج از سده‌های چهارم و پنجم هجری، نیشابور یکسر به جای ابرشهر می‌نشیند و در منابع این دوران به بعد، جز به ندرت، نام ابرشهر، برای این ناحیه و شهر به کار نمی‌رود.

## ابرشهر و مَزدَیَسنا
ابرشهر در متون پهلوی مربوط به آیین مَزدَیَسنا (دین زرتشت اسپنتمان) همچون بُندَهِش و گزیده‌های زادِسپَرَم؛ با دستان پورِ سام، دریاچهٔ سووَر (یا سوبر و سوگر) و آذرِ بُرزین‌مِهر، پیوند دارد که دارای پیشینهٔ اسطوره‌ای و ارزش آیینی می‌باشند.
در بخش بیستم بندهش، در هنگام یادکرد «دَستان» (پور سام؛ از نوادگان فریدون)، گفته می‌شود که کدخدایی ابرشهر را او، شکوه بخشید. ابرشهر را چنین گوید که «آبرنگ شهر» است سروش و اردیبهشت در حق این شهر آفرین کرد، بدین روی؛ اسب‌داری، زیناوندی، ستبرکمانی، پاکیزگی و آرامش و خنیاگری و بلند آوزگی بر این شهر بیشتر است.
در بخش نهم بندهش نیز از دریاچه «سوبر» (یا سوور) سخن گفته می‌شود که به ابرشهربوم (سرزمین ابرشهر) بر سر کوه توس (بینالود) است. در بخش سوم گزیده‌های زادسپرم، همراه با اشاره به اهمیت و شهرت و پاکیزگی این دریاچه، بر قرارگیری آذرِ برزین‌مهر در نزدیک آن، اشاره شده است. دربرداشتن آذرِ برزین‌مهر و سوور، نشانگر جایگاه معنوی بالای ابرشهر در دین زرتشتی و آیین مزدیسناست. آذر برزین‌مهر که در کوه ریوند در این ناحیه قرار داشت، آتش خاص پارتیان بود و در دوره اینان و اشکانیان که خود را وقف این آتش مقدس کردند، از احترام ویژه‌ای برخوردار بود. در دانشنامهٔ مزدیسنا دربارهٔ ناحیهٔ ریوند بومِ ابرشهر آمده است: ریوند، یکی از محلات قدیم ابرشهر (نیشابور) است که به واسطهٔ آتشکدهٔ معروف آذر برزین‌مهر، زیارتگاه مشهور ایران قدیم بوده است.

## حدود و جغرافیا
بیشتر مؤلفان اسلامی، ابرشهر را همان نیشابور دانسته‌اند، ولی بلاذری و طبری، آن را مرکز نیشابور ذکر کرده‌اند؛ و عده‌ای دیگر، ابرشهر را کوره‌ای (ولایتی) از کوره‌های خراسان دانسته‌اند. به گفته حمزه اصفهانی، نیشابور شهری از شهرهای کوره ابرشهر بوده، و به نوشته یعقوبی، این کوره مشتمل بر نیشابور و طوس و بیهق بوده است. به هر حال، نام ابرشهر به عنوان سرزمین، از نیشابور، قدیم‌تر است. ابرشهر در پایان دوره اشکانی و آغاز فرمانروایی ساسانیان، منطقه‌ای شناخته شده بود. طبری، هنگام بحث دربارهٔ جنگ‌های اردشیر، از این شهر همراه با سیستان، گرگان، مرو، بلخ و خوارزم یاد کرده است. سِبِئوس، مورخ ارمنی سده ۷میلادی، ابرشهر را در خراسان و نزدیک نیشابور، نوشته است که نشان می‌دهد ابرشهر و نیشابور، در این زمان، دو محل جدا از یکدیگر بوده‌اند و احتمال می‌رود بعدها، و شاید در دوره ساسانی، این دو محل مجاور به صورت واحدی درآمده باشند و شهر نیشابور، چنان‌که حمزه اصفهانی نوشته است، مرکز ابرشهر شده باشد.

## قلمروی ابرشهر باستان
ابرشهر در دوره کیانی همروزگار با مادها، بر پایه متون پهلوی و به‌ویژه بندهش، تختگاه ابرنگیان و یکی از کانون‌های مذهبی شرق ایران شناخته می‌شود. قلمروی ابرشهر در این زمان، در سرزمینی میان سیستان و ری و تبرستان گسترده می‌شده است. برخی گمان‌ها بیانگر این است که این سرزمین در دوره هخامنشی و سلوکی، شهرستان یا ساتراپی بالا (سرزمین بالایی) در ارتباط با کمش (سرزمین پایینی) بوده است. در دوره اشکانی ابرشهر، محل استقرار ضرابخانه و در جایگاه یک مرکز حاکمیتی است که قلمرو آن در بخش غربی خراسان بزرگ یا خراسان غربی گسترده می‌شد، چنان‌که در آغاز دوره ساسانی، نام ابرشهر در کنار سرزمین‌های سیستان، بلخ، مرو و خوارزم آمده است که اردشیر برای گسترش فرمانروایی‌اش در شرق کشور در سال‌های ۲۳۳–۲۳۷م به آنجاها لشکر کشید. و ابرشهر در دوره ساسانی منطقه‌ای است به مرکزیت نیشابور که نواحی ارغیجان، اسپراین، جوین، بیهک، بیهق، باخرز، خواف، زوزن، زام و زاوه را در بر می‌گرفت. در دوران بعد یعنی دوره اسلامی، این منطقه به نام نیشابور (ربع نیشابور) شناخته می‌شود.

## رویدادهای تاریخی

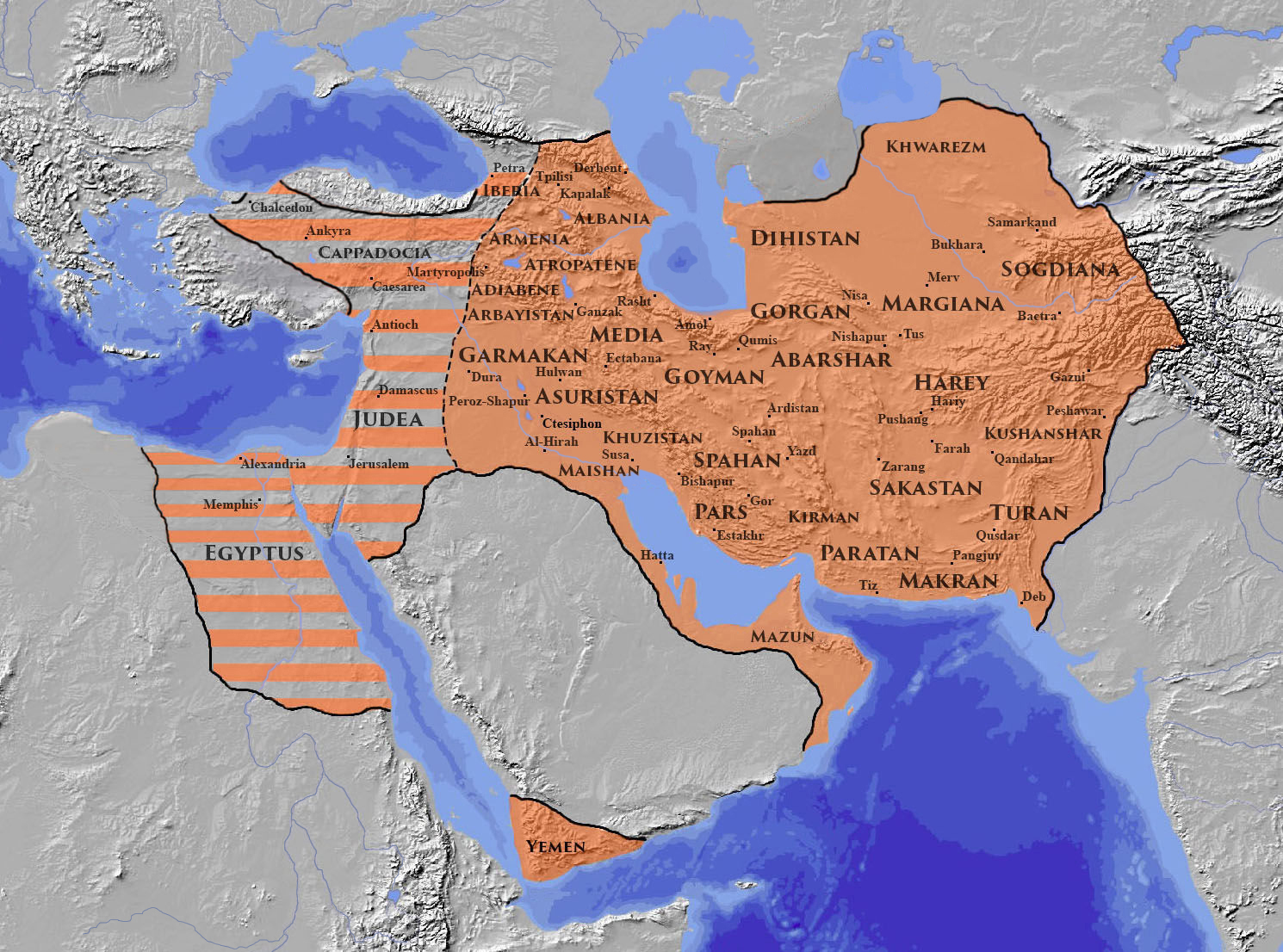
قلمرو ایران‌زمین در دوران ساسانیان؛ ابرشهر (نیشابور)، یکی از ایالت‌های اصلی ایران در این دوره، بوده است

قدیم‌ترین رویدادی که از ابرشهر، ثبت شده است، مربوط به سدهٔ ۳ میلادی و عهد اردشیر بابکان (۲۲۶–۲۴۱م) است. اردشیر پس از دستیابی به قدرت، مناطق و شهرهای مختلف ایران، ازجمله ابرشهر را تحت سلطه خویش درآورد. بر اساس متن پارتی کتیبهٔ شاپور در کعبهٔ زرتشت – که در ۲۶۲م نوشته شده است- سلطهٔ اردشیر بر ابرشهر تا دورهٔ حکومت پسرش، شاپور اول (۲۴۱–۲۷۲م) نیز ادامه یافته، و قبل از اردشیر ظاهراً توسط حکام محلی اداره می‌شده است. در سدهٔ ۵ م، قباد ساسانی (سلطنت: ۴۸۸–۴۹۸م)، پس از فرار از زندانِ برادرش جاماسب، و پیش از روی آوردن به هپتالان، در میان راه به ابرشهر وارد شد و با دختر یکی از بزرگان شهر ازدواج کرد. حاصل این ازدواج، خسرو انوشیروان بود. بهرام چوبین، هنگام شورش خود، در ابرشهر به نام خود سکه زد. در سال ۶۵۱ میلادی/۳۰قمری، ماهویه (ماهوی سوری) پس از رد تقاضای پناهندگی یزدگرد، و در نتیجه کشته شدن او در مرو، از بیم خونخواهی مردم به ابرشهر گریخت و در این شهر درگذشت. گشایش به دست سپاهیان عرب، نیز در همین سال، صورت گرفت. پس از این تاریخ، شهروندان این شهر دو بار – نخست در ۳۳ق/۶۵۳م و بار دیگر در ۳۶ ق- سر به شورش برداشتند.
با قدرت گرفتن بنی‌امیه، ابرشهر در ۴۵ق/۶۶۵م به صورت یکی از مناطق چهارگانه خراسان درآمد. در ۹۰ق/۷۰۹م، مردم ابرشهر و هرات در سرکوبی نیزَکِ طَرخان، به کمک قُتیبة بن مسلم باهِلی شتافتند. از همین دوره، سکهٔ مسین که در ابرشهر ضرب شده، به دست آمده است. در اوایل سده ۲ قمری/۸م؛ بهافرید، پسر ماه‌فروردین، مؤسسِ فرقهٔ بهافریدیه از فرقه‌های زردشتی در یکی از بخش‌های ابرشهر ظهور کرد. در ۱۲۹ ق، شیبان بن مُسلمه به همراه ۳۰ هزار نفر از خوارج، بر ابرشهر دست یافت. آخرین رویدادی که از ابرشهر در منابع ثبت شده است مربوط به ۲۱۵ قمری و اقامت عبدالله بن طاهر در ابرشهر برای جنگ با خوارج است.

## یادداشت
1. ↑  نام‌های دیگر آن، آبِرْشهر، اَبْرَشهر، بَرْشَهر، اَبْهَرشَهر، اَپرَنْک‌شَهر، اَپَرْاَشْخَرْهْ

## فهرست منابع
- «ایرانشهر در جغرافیای بطلمیوس»، یوزف مارکوارت، ترجمه مریم میراحمدی، انتشارات طهوری، تهران: ۱۳۸۳.
- «دانشنامه ایران»، زیر نظر کاظم موسوی بجنوردی، مرکز دائرةالمعارف بزرگ اسلامی، تهران: ۱۳۸۴.
- «دانشنامه مزدیسنا»، جهانگیری اوشیدری، نشر مرکز، تهران: ۱۳۹۴.
- «دائرةالمعارف فارسی»، غلامحسین مصاحب، رضای اقصی و دیگران، شرکت سهامی کتاب‌های جیبی، تهران: ۱۳۷۴.
- «دائرةالمعارف بزرگ اسلامی»، مرکز دائرةالمعارف بزرگ اسلامی، تهران: ۱۳۶۸.
- «روزگاران ایران»، عبدالحسین زرین‌کوب، انتشارات سخن، تهران: ۱۳۷۴.
- «زردشتیان؛ باورها و آداب دینی آن‌ها»، مری بویس، ترجمه عسکر بهرامی، انتشارات ققنوس، تهران: ۱۳۸۹.
- «غیاث الغات»، تألیف غیاث‌الدین محمد رامپوری، به کوشش محمد دبیر سیاقی، کانون معرفت، تهران: بی‌تا.
- «فرهنگ اساطیر ایرانی؛ بر پایه متون پهلوی»، خسرو قلی‌زاده، تهران: بنگاه ترجمه و نشر کتاب پارسه، ۱۳۹۲.
- «فرهنگ پارسی به پهلوی»، تألیف بهرام فره‌وشی، انتشارات دانشگاه تهران، ۱۳۸۸.
- «گزیده‌های زادسپرم»، ترجمه راشد محصّل، تهران: مؤسسه مطالعات و تحقیقات فرهنگی، ۱۳۶۶.
- «لغت‌نامه»، تألیف علی‌اکبر دهخدا، انتشارات دانشگاه تهران، ۱۳۷۷، ج۱.
- «میراث باستانی ایران»، ر.ن. فرای، ترجمه مسعود رجب‌نیا، انتشارات علمی و فرهنگی، تهران: ۱۳۶۸.
- «نام‌شناخت؛ ابرشهر، نیشابور»، بهزاد نعمتی، خراسان‌پژوهی، سال اول، پاییز و زمستان ۱۳۷۷، ش ۲.
- «همگ‌ابرشهر: جستاری در جایگاه حاکمیتی و قلمروی ابرشهر باستان»، حسین صومعه، خیام‌نامه، ۱۴ دی ۱۴۰۰، ش ۵۰۳.